# 피롤
피롤(영어: pyrrole 또는 pyrrol)은 비대칭 고리 구조의 방향족 유기 화합물로서 C4H5N의 분자식을 가진 오각형 모양의 화합물이다.

## 반응성
피롤은 피리딘과 같은 다른 아민이나 방향족 화합물에 비해 매우 약한 염기성을 지닌다. 양성자가 첨가되면 방향족성이 깨지기 때문이다.

## 같이 보기
- 단순 방향족 고리
- 테트라피롤
- 아조닌